# Liste d'idiotismes vestimentaires en français
Un idiotisme vestimentaire est un idiotisme en rapport avec l'habillement. De telles expressions, généralement intraduisibles dans d'autres langues, sont fréquentes dans la langue française. La liste ci-dessous en répertorie un certain nombre, par ordre alphabétique du vêtement concerné.
- Haut – A
- B
- C
- D
- E
- F
- G
- H
- I
- J
- K
- L
- M
- N
- O
- P
- Q
- R
- S
- T
- U
- V
- W
- X
- Y
- Z

## B
Basket
- lâcher les baskets : laisser tranquille
- être bien dans ses baskets : être à l'aise, bien dans sa peau

Basque
- Coller aux basques : suivre de très près
- lâcher les basques : laisser tranquille

Bonnet
- avoir la tête près du bonnet : se fâcher facilement
- avoir toujours la main au bonnet : avoir un comportement très poli, un peu obséquieux
- casser le bonnet (à quelqu'un) : ennuyer, gêner, importuner
- c'est blanc bonnet et bonnet blanc : choses présentées comme différentes mais en fait identiques ou très similaires
- deux têtes dans le même bonnet: deux personnes liées d’amitié ou d’intérêt et qui sont toujours de la même opinion, du même sentiment
- gros bonnet : personnage important
- jeter son bonnet par-dessus les moulins: braver les bienséances, l’opinion publique
- mettre la main au bonnet : mettre la main au chapeau, ôter son chapeau par respect
- mettre son bonnet de travers : (familier) devenir de mauvaise humeur
- opiner du bonnet: se déclarer de l’avis d’un autre, sans y rien ajouter ni en rien retrancher
- parler à son bonnet: (familier) se parler à soi-même
- prendre quelque chose sous son bonnet : (familier) imaginer quelque chose qui n’a aucun fondement, aucune vraisemblance; faire quelque chose sous sa propre responsabilité, sans l’avis de personne
- se casser le bonnet : réfléchir avec force, intensément

Bottes
- se tenir (rester) droit dans ses bottes : garder une attitude ferme et déterminée, sans plier. Avoir la conscience tranquille (même à tort)
- mettre (avoir) du foin dans ses bottes : accumuler (avoir) beaucoup d'argent
- lécher les bottes de quelqu'un: le flatter bassement. Un lèche bottes est une personne qui n’a pas beaucoup de fierté et qu’on peut donc utiliser comme un vulgaire chiffon
- en avoir plein les bottes : être très fatigué (voire énervé) après une longue marche
- être à la botte de quelqu'un : lui obéir sur-le-champ. S'emploie lorsque justement on s'attendait à ce que l'obéissance ne soit pas la règle ; par exemple : un journal à la botte d'un pouvoir politique
- bruit de bottes: menace de coup d'État militaire, menace de guerre
- chausser ses bottes de sept lieues : se préparer à marcher, à voyager rapidement, ou bien connaître une ascension (sociale, professionnelle) fulgurante
- proposer la botte (à quelqu'un) : proposer de faire l'amour
- botter le cul/les fesses (à quelqu'un) : secouer, remuer, réveiller quelqu'un
- botter en touche : éviter une situation ou une discussion

Bretelles
- se faire remonter les bretelles : se faire réprimander, remettre en place par quelqu'un
- avec ceinture et bretelles : avec un luxe de précautions, sans prendre de risque

## C
Cape
- rire sous cape : rire intérieurement

Casquette
- avoir plusieurs casquettes, avoir une double casquette : posséder différents rôles, différentes fonctions
- avoir casquette en plomb (avec une visière en fonte), plombée, en zinc : mal de tête dû à l'alcool, gueule de bois
- en avoir par-dessus de la casquette : en avoir assez, être excédé
- en avoir ras (ou plein) la casquette : être fatigué, las, en avoir assez
- en avoir sous la casquette : être capable de réfléchir, plus qu'il n'y paraît
- être ras (ou bas) de la casquette : être obtus, stupide

Ceinture
- faire ceinture : se passer de quelque chose
- avec ceinture et bretelles : avec un luxe de précautions, sans prendre de risque
- ne pas arriver à la ceinture de quelqu'un : être inférieur en talent, en mérite à un autre
- se serrer la ceinture : faire attention à ses dépenses, réduire son train de vie

Chapeau
- chapeau ! : félicitations !
- coup de chapeau, chapeau bas, tirer son chapeau : salut, rendre hommage à quelqu'un.
- en baver des ronds de chapeaux : souffrir
- manger son chapeau : regretter amèrement une action ou une promesse.
- porter le chapeau : endosser la culpabilité.
- sortir du chapeau : faire apparaître comme par magie.
- travailler du chapeau : délirer, être fou.
- s'occuper du chapeau de la gamine : se mêler des affaires des autres.
- faire un coup du chapeau : marquer trois buts consécutivement dans un même match de football.

Chaussette
- laisser tomber quelqu'un comme une vieille chaussette : considérer quelqu'un comme un objet de rebut
- retourner quelqu'un comme une vieille chaussette : faire sans effort passer quelqu'un d'une opinion à l'opinion opposée
- jus de chaussette : en argot, désigne du mauvais café
- y aller en chaussette : accomplir une action à risque sans prendre les précautions nécessaires.

Chaussure
- trouver chaussure à son pied : trouver justement ce qu’il faut, ce qui convient
- une chaussure à tous pieds : une opinion, une doctrine banale, accommodée de manière qu’elle puisse plaire aux esprits les plus opposés

Chemise
- être comme cul et chemise : bien s'entendre, se fréquenter souvent
- y laisser sa chemise : tout perdre
- s'en moquer comme sa première chemise : être totalement indifférent à quelque chose
- mouiller sa chemise : participer activement, travailler à quelque chose, s'impliquer
- jusqu’à sa dernière chemise : tout ce qu’on a
- changer comme de chemise : changer souvent et facilement
- donner sa chemise : être généreux
- plier sa chemise : être décédé

Col
- col blanc : employés de bureau, cadres d'entreprise, élites du monde des affaires et de l'entreprise en particulier, parfois aussi de la politique
- col bleu : individus faisant partie du bas de la hiérarchie de l'entreprise, en particulier les ouvriers et les exécutants des tâches manuelles, par opposition aux cols blancs qui en représentent les dirigeants et les cadres.
- se hausser du col : se donner un air important

Cravate
- s'en jeter un derrière la cravate : boire un verre

Culotte
- attraper quelqu'un par le fond de la culotte
- faire dans sa culotte : au sens figuré, être saisi par la peur
- porter la culotte : assurer le rôle dominant dans un couple.
- sans-culotte : personnages emblématiques de la Révolution française
- marquer à la culotte : surveiller de près quelqu'un, ne pas le lâcher

## G
Gant
- aller comme un gant : s’adapter exactement aux formes, en parlant d’un vêtement
- souple comme un gant : d’une humeur facile et accommodante. Il se dit souvent en mauvaise part, pour signifier être d’une complaisance servile. Rendre quelqu’un souple comme un gant : le rendre traitable, de difficile qu’il était.
- se donner les gants d’une chose : s’en attribuer mal à propos l’honneur, le mérite.
- jeter le gant : défier quelqu’un au combat
- jeter les gants : abandonner le combat, accepter la défaite.
- ramasser le gant, relever le gant : accepter ce défi
- prendre des gants : prendre beaucoup de précautions pour faire ou dire une chose sans blesser celui à qui on a affaire
- une main de fer dans un gant de velours : autorité ferme sous une apparence douce

## H
Habit
- l'habit ne fait pas le moine : il ne faut pas juger les personnes d'après les apparences
- l'habit fait l’homme : le caractère de l’homme s’annonce par son extérieur
- mettre habit bas : mourir
- prendre l’habit : devenir religieux, religieuse

## J
Jupon
- s'accrocher aux (ne pas quitter les) jupons de sa mère : ne pas s'émanciper.
- coureur de jupons : homme multipliant les conquêtes féminines

## L
Linge
- laver son linge sale en famille : régler ses différends dans le cercle fermé de la famille.
- être blanc comme un linge : être livide.

## M
Manche
- une autre paire de manches : quelque chose de radicalement différent.
- effets de manche : agitation des bras pour rajouter de l'importance à des paroles via l'effet visuel, principalement dans le domaine judiciaire (avocat).
- se retrousser les manches : se mettre au travail.
- avoir, mettre, tenir quelqu’un dans sa manche : avoir, obtenir la protection ou l’accord de quelqu’un ayant d’importants pouvoirs pour entreprendre une affaire.
- se faire tirer la manche : se faire prier.
- faire la manche : mendier

Manteau
- s'envelopper de son manteau : se résigner, attendre son sort avec calme au milieu des dangers.
- vendre sous le manteau : vendre clandestinement.

## P
Pantalon
- baisser son pantalon : passer aux aveux ou accepter quelque chose qu'on ne souhaitait pas initialement.
- obéir le doigt sur la couture du pantalon : obéir rapidement et avec rigueur, comme un militaire qui se tient au garde-à-vous et doit positionner ses mains le long du corps, le petit doigt de la main aligné sur la couture du pantalon

Pompes (chaussures)
- cirer les pompes de quelqu'un : flatter quelqu'un.
- être à côté de ses pompes : être mal à l'aise, pas concentré, faire des choses sans être suffisamment concentré.

Pourpoint
- à brûle-pourpoint : par surprise, brusquement, faire quelque chose directement et sans prévenir

## S
Semelle
- ne pas quitter quelqu'un d'une semelle : suivre (ou surveiller...) pas-à-pas.
- cette viande c'est de la semelle : viande trop cuite.

Slip
- coûter la peau du slip : coûter horriblement cher.
- lâcher le slip : dans l'expression lâche-moi le slip, laisser quelqu'un tranquille, cesser de l'importuner.

Soulier
- être dans ses petits souliers : être penaud.

String
- être tendu comme un string : être stressé, angoissé

## T
- Tablier
  - rendre son tablier : démissionner.
- Tuque (bonnet)
  - retourner la tuque : dans l'expression (d'origine québécoise) il m'a retournée la tuque!, surprendre quelqu'un, évoque la surprise.

## V
Veste
- retourner sa veste : changer d'opinion, du tout au tout.
- se prendre une veste : subir un échec, notamment lors d'une élection ou d'une conquête amoureuse…
- tomber la veste : se dévêtir.